# Gerrit Snoek

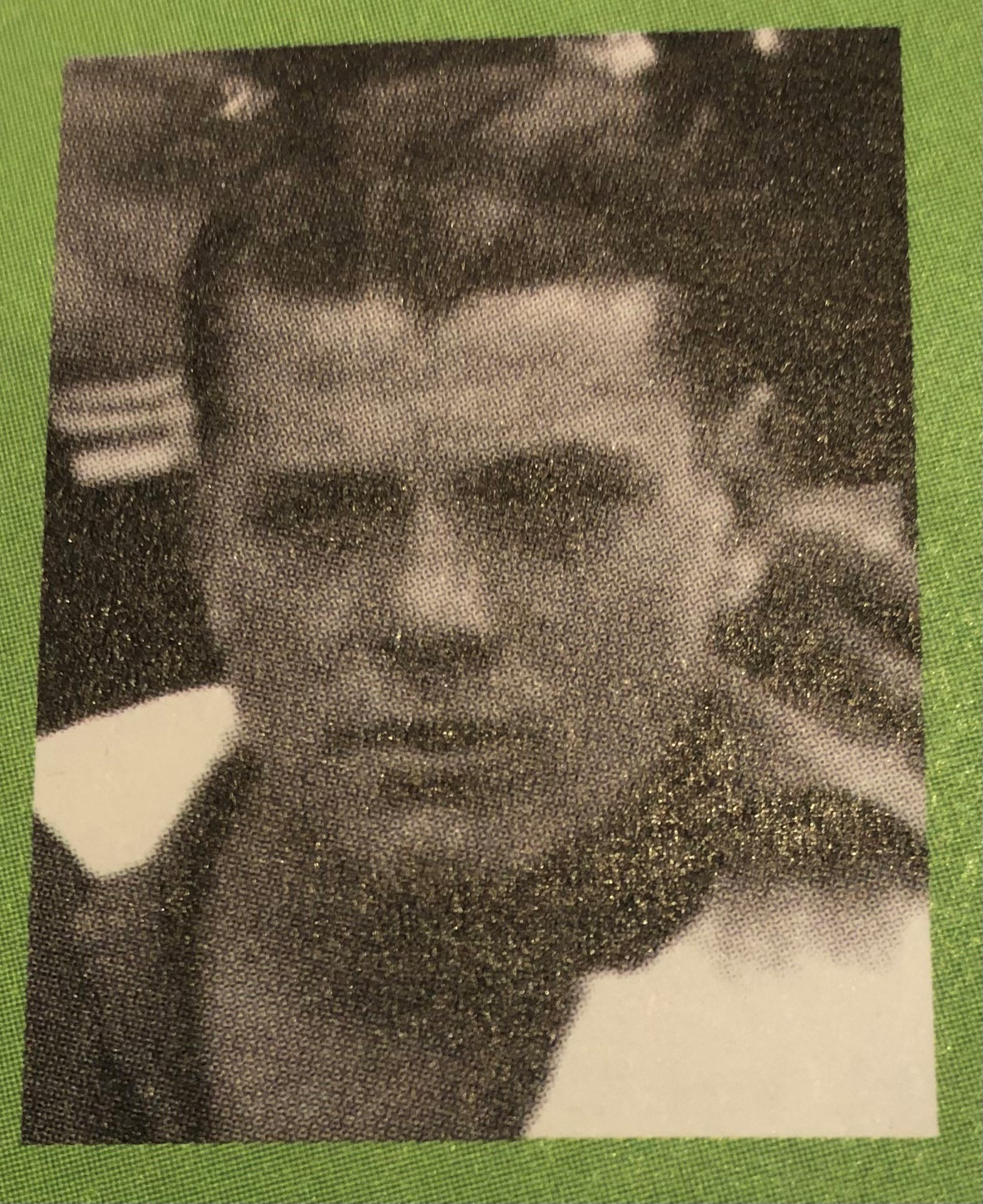
Gerrit Snoek in Feyenoord 1

Gerrit Snoek (Rotterdam, 23 januari 1927 – Rotterdam, 18 april 2006) was een Nederlands voetballer die als linksbuiten speelde. Hij kwam onder andere uit voor Feyenoord.  

## Clubcarrière
Snoek maakte zijn debuut voor het eerste elftal van Feyenoord op 26 maart 1944, tijdens een bekerwedstrijd tegen Sparta. Hij was op dat moment 17 jaar oud. In totaal speelde hij 19 wedstrijden voor Feyenoord, waarin hij twee doelpunten maakte. 
Een van zijn meest opvallende optredens was in een vriendschappelijke wedstrijd tegen het elftal van Curaçao, dat destijds speelde in stadion De Kuip met doelman Ergilio Hato onder de lat. Snoek scoorde in die wedstrijd het openingsdoelpunt.
In 1948 maakte Snoek deel uit van het Feyenoord-elftal dat het Zilveren Bal-toernooi won. In 1951 stapte hij over naar DCL, een andere club uit Rotterdam.